# Vazella pourtalesi
Vazella pourtalesi är en svampdjursart som först beskrevs av Schmidt 1870.  Vazella pourtalesi ingår i släktet Vazella och familjen Rossellidae. Inga underarter finns listade i Catalogue of Life.